# Équipe des États-Unis féminine de basket-ball
Cet article traite de l'équipe féminine. Pour l'équipe masculine, voir Équipe des États-Unis masculine de basket-ball.
Maillots
L’équipe des États-Unis féminine représente la Fédération des États-Unis de basket-ball (USA Basketball) lors des compétitions internationales, notamment aux Jeux olympiques d'été et à la coupe du monde. Avec dix titres olympiques et onze titres de championnes du monde, c'est la sélection féminine qui possède le plus grand palmarès international.
Les Américaines sont toujours présentes sur le podium lors des Jeux olympiques depuis l'intégration du basket-ball féminin au programme des jeux en 1976, la seule exception étant les jeux de Moscou en 1980 où les Américaines sont absentes pour cause de boycott. Elles détiennent neuf titres, une médaille d'argent et une médaille de bronze.
Elles possèdent dix titres de championnes du monde, lors des deux premières éditions puis en 1979, 1986, 1990, 1998, 2002, 2010, 2014, 2018 et 2022. Depuis 1979, les Américaines figurent toujours sur le podium.

## Histoire

### Les débuts (1934-1952)
En 1934, les OPC Cardinals représentent les couleurs américaines à un officieux championnat du monde de basket-ball, disputé à Londres par trois équipes, la Finlande, la France et la sélection américaine. Le titre se décide dans une rencontre opposant ces Américaines à la France, rencontre qui se termine par une victoire de cette dernière sur le score de 34 à 23. Toutefois, les Américains n'acceptent pas cette défaite : la rencontre est disputée avec cinq joueuses et arbitrée par une personne qui ne parle pas leur langue et dont les joueuses américaines n'arrivent pas à comprendre les décisions. L'entraineur américain dira ensuite : « Mes joueuses étaient largement meilleures »,.

### Double championne du monde (1953-1957)

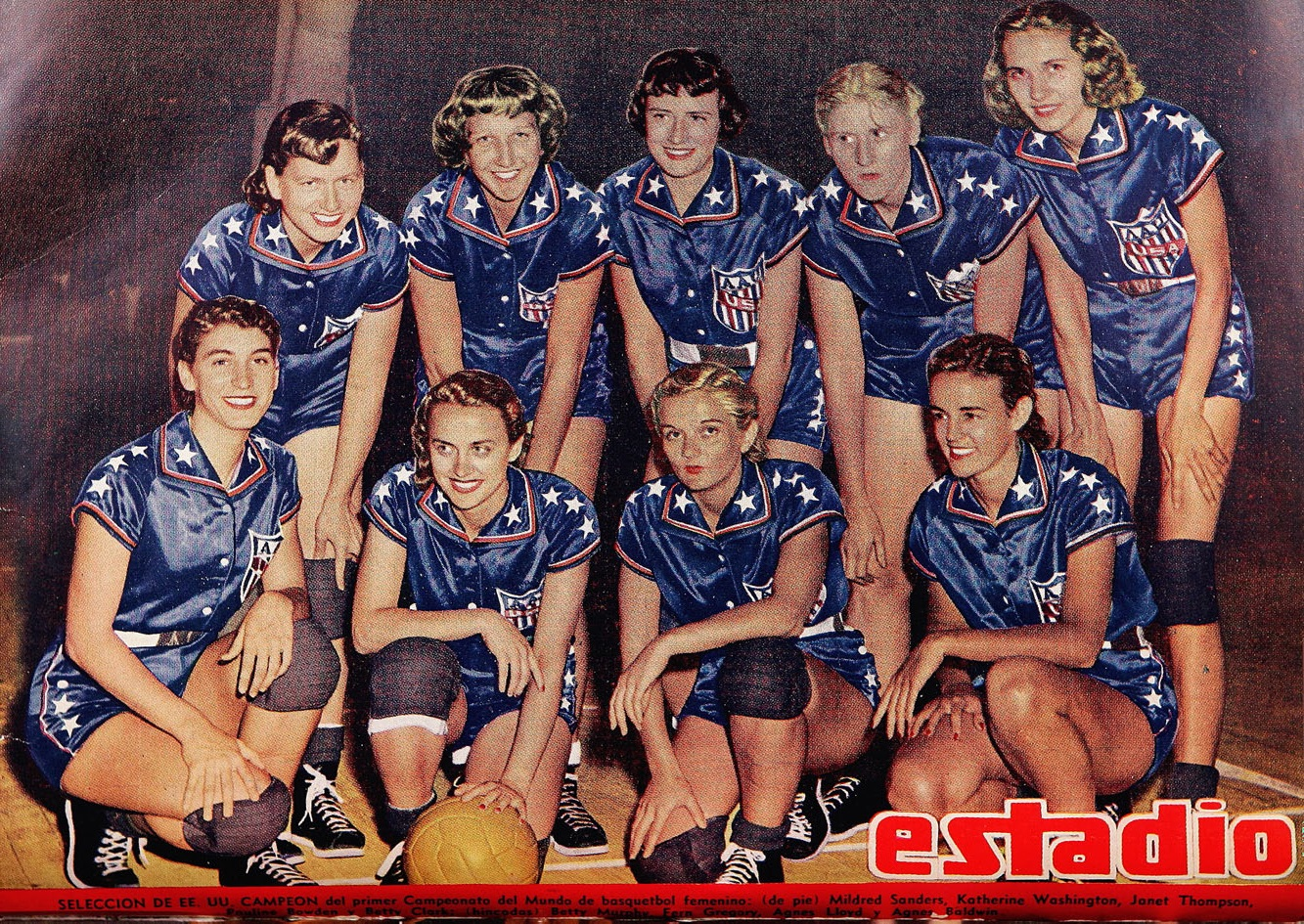
équipe des USA en 1953.

Les Américaines se rendent au Chili en 1953 pour le premier championnat du monde qui regroupe dix équipes, avec seulement deux équipes européennes, la France et la Suisse. L'équipe d'URSS, initialement prévue, renonce à la compétition en raison de la mort de Joseph Staline. La sélection est en majorité composée de joueuses de Nashville Business College, équipe de l’Amateur Athletic Union (AAU). Après un tour éliminatoire où elles battent le Paraguay, les Américaines disputent un tour final sous la forme d'un round-robin regroupant six équipes. Avant le dernier match les opposant le Chili et les États-Unis sont à égalité trois victoires contre une défaite. Devant un public hostile, les Américaines l'emportent sur le score 49 à 36 avant de se réfugier ensuite à l'ambassade américaine.
Lors de la deuxième édition des championnats du monde, disputés au Brésil, les États-Unis se qualifient pour le tour final malgré une défaite au premier tour face à la Tchécoslovaquie. Les Américaines remportent leurs cinq premières rencontres, prenant notamment leur revanche sur la Tchécoslovaquie. La dernière rencontre opposent les deux équipes invaincues de ce tour final : les États-Unis et l'URSS, dont c'est la première participation, et qui reste sur quatre titres de championnes d'Europe consécutifs. Les Américaines s'imposent sur le score de 51 à 48.

### Boycott et quatre édition sans titre (1959-1975)
Les Américaines sont absentes lors de l'édition suivante, disputée à Moscou. Pour le championnat du monde 1964 disputé au Pérou, elles terminent quatrième d'un tour final où elles s'inclinent face à la Tchécoslovaquie, l'URSS et la Bulgarie. En 1967, lors de l'édition se déroulant à Prague, les Américaines terminent à la onzième et dernière place de la compétition avec un bilan d'une victoire pour cinq défaites. Les Américaines, qui sont alors de jeunes joueuses, ne sont pas habituées au jeu physique proposé par les équipes européennes, notamment celles de l'Europe de l'Est.
Lors des deux éditions suivantes, en 1971 au Brésil puis en 1975 à Cali en Colombie, les Américaines terminent huitièmes avec un bilan de six victoires et deux défaites en 1971 et quatre victoires et trois défaites.

### Jeux Olympique et Championne du monde (1976-1979)
Après cette huitième place, peu d'Américains n'accordent de chance à la sélection américaine, lors de la première apparition, du basket-ball féminin aux Jeux olympiques en 1976. Les Américaines, qui comptent dans ses rangs plusieurs futures membres du Basketball Hall of Fame, Lusia Harris, unique femme — encore en 2025 — à avoir été officiellement draftée en National Basketball Association (NBA), Pat Head, introduite pour sa carrière d'entraîneuse à la tête des Lady Vols du Tennessee, et deux jeunes joueuses Ann Meyers et Nancy Lieberman qui rentrent en université après ces jeux. Après s'être qualifiée dans un tournoi pré-olympique disputé à Montréal, les Américaines terminent avec un bilan de trois victoires pour deux défaites, face au Japon lors du premier match, puis face à l'URSS, invaincue en compétition internationale depuis 1958 et dont la vedette Ouliana Semionova, joueuse de 2,13 mètres, domine le basket-ball féminin. Ce bilan leur permet toutefois de remporter la médaille d'argent.
Trois ans plus tard, les Américaines, profitent de l'absence de l'URSS, en raison des problèmes diplomatiques entre celle-ci et la Corée du Sud, pays organisateur du championnat du monde 1979, pour renouer avec le titre mondial. Elles s'imposent à la différence de points, les équipes de Corée du sud, du Canada et des États-Unis terminant toutes trois avec un bilan de cinq victoires et une défaite.

### Nouveaux Boycotts (1980-1984)
L'année suivante, c'est au tour des États-Unis de ne pas participer à la compétition majeure : en raison de l'invasion soviétique en Afghanistan, le président américain Jimmy Carter décide d'un boycott. Les Américaines, qui avaient obtenu leur qualification en mai en Bulgarie, sont donc absentes de la compétition. Les Soviétiques conservent le titre acquis à Montréal.
Après une absence de confrontation officielle entre l'URSS et les États-Unis depuis 1976, le mondial 1983 est donc une occasion pour ces deux pays de postuler à la suprématie mondiale du basket-ball féminin. L'équipe américaine, dont les deux leaders offensives sont Cheryl Miller et Lynette Woodard, et qui compte également dans son effectif des joueuses telles que Anne Donovan, Pamela McGee ou Cindy Noble, s'incline une première fois sur le score de 85 à 84, rencontre où les 24 points de Miller et les 18 de Woodard s'avèrent insuffisants face aux 31 d'Ouliana Semionova. Les deux équipes terminant aux deux premières places de ce tour final, elles s'affrontent de nouveau pour le titre mondial. La rencontre est de nouveau serrée, les deux équipes étant à égalité sur le score de 82 partout à six secondes de la fin avant qu'Elena Chausova ne donne la victoire à son équipe.
Quatre ans après le boycott de Moscou, les Soviétiques sont absentes de l'édition des Jeux olympiques de 1984 à Los Angeles. Sans réelle opposition avec un écart moyen de 32,7 par rapport à ses adversaires, la sélection américaine s'impose de 30 points face à la Corée du Sud en finale. Dans la sélection américaine dirigée par Pat Head, Teresa Edwards devient la plus jeune joueuse de basket-ball de l'histoire à devenir championne olympique.

### Rivalité avec l'URSS (1986-1991)
Les équipes des États-Unis et d'URSS se retrouvent de nouveau en 1986. Les Américaines s'imposent lors du premier match entre ces deux équipes, 83 à 60 en finale des Goodwill Games. Lors du championnat du monde 1986, les deux équipes parviennent en finale en étant invaincues, les Américaines s'imposant facilement lors de ses six premières rencontres, seule la Hongrie avec un déficit de quinze points restant sous la barre des vingt points. Avec trois joueuses à quatorze points ou plus sur l'ensemble de la compétition, Cheryl Miller, Teresa Edwards et Katrina McClain — Cynthia Cooper commence sa carrière sous le maillot américain avec 5,9 points et 1,9 rebond — l'équipe américaine s'impose pour la deuxième fois de l'année face à l'équipe soviétique, sur le score de 108 à 99.
Les deux équipes se présentent comme les deux favorites pour le titre olympique lors des Jeux olympiques de 1988 disputés à Séoul. Ce tournoi est le premier tournoi olympique depuis 1976 où la compétition n'est pas faussée par des décisions politiques. Les Américaines, dont la moitié de l'équipe joue désormais en Europe, aligne une équipe très expérimentée par rapport à ses devancières : Ann Donavan a été finaliste du mondial 1983, championne olympique en 1984 avec Teresa Edwards, et neuf des douze joueuses, dont Donavan et Edwards, sont championnes du monde en titre. Toutefois, la rencontre entre les deux seules nations déjà couronnées d'un titre olympique se déroule plus tôt que prévu : avec une défaite face à l'Australie lors du dernier match du premier tour, l'équipe soviétique termine deuxième de son groupe et affronte donc les États-Unis en demi-finale. Celle-ci voit la victoire des Américaines sur le score de 102 à 88,. La sélection américaine remporte son deuxième titre olympique consécutif en s'imposant 77 à 70 face à la Yougoslavie.
Quatre des championnes olympiques de Séoul, ainsi que Lynette Woodard championne olympique à Los Angeles, sont encore présentes lors de la compétition internationale suivante. Les Américaines confirment cette nouvelle domination mondiale lors du championnat du monde 1990 en s'imposant face à la Yougoslavie. Cette compétition est la première où l'URSS est absente du podium des jeux ou des mondiaux.

### Deux échec (1992-1994)
Les Américaines, avec cinq joueuses qui ont remporté la médaille d'or à Séoul, et avec également quatre joueuses championnes du monde deux ans plus tôt, sont les grandes favorites des jeux olympiques de 1992 de Barcelone. Toutefois, opposées aux joueuses de l'Équipe unifiée, qui succède à l'URSS lors de cette compétition, les Américaines s'inclinent en demi-finale sur le score de 79 à 73. Cette défaite met un terme à une série de quinze victoires consécutives lors des Jeux olympiques. Les joueuses américaines remportent la médaille de bronze en s'imposant ensuite face à Cuba.
Les Américaines concèdent un nouvel échec lors de la compétition internationale suivante avec une défaite 110 à 107 en demi-finale face au Brésil, futur vainqueur de la compétition. Une victoire 100 à 95 permet aux Américaines de remporter une nouvelle médaille de bronze.

### À la reconquête des titres mondiaux et olympique (1995-1998)
En mai 1995, selon une idée développée par Tara VanDerveer, l'entraîneur des Cardinal de Stanford et récemment désignée sélectionneuse de l'équipe américaine, le comité de sélection désigne un groupe de 27 joueuses qui effectuent une préparation à partir de novembre 1995 jusqu'aux Jeux d'Atlanta. Certaines de ces joueuses renoncent à des contrats plus lucratifs en Europe pour faire partie de cette sélection. Durant cette préparation faite de cinquante-deux matchs, tous victorieux, les Américaines rencontrent des équipes universitaires, mais font également des tournées en Europe, en Asie et en Australie. Lors du tournoi olympique, les Américaines battent l'Australie en demi-finale puis s'imposent sur le score de 111 à 87 face au Brésil en finale. Sur l'ensemble du tournoi, elle inscrivent en moyenne 28,6 points de plus que leurs adversaires, et prennent 15,1 rebonds de plus par rencontre,. Lors de ce tournoi, Teresa Edwards devient la première américaine, que ce soit chez les hommes ou les femmes, à disputer quatre tournois olympiques. La meilleure marqueuse du tournoi est Lisa Leslie (19,5 points), Katrina McClain mène aux rebonds (8,5) et Teresa Edwards aux passes décisives (8,0).
Après avoir reconquis le titre olympique, les Américaines ont pour objectif de retrouver le titre mondial perdu quatre ans plus tôt. Lors de ce mondial, elles s'appuient sur Lisa Leslie, 17,1 points et 8,8 rebonds de moyennes, et sur la présence de cinq championnes olympiques d'Atlanta pour rester invaincues sur la compétition. Elles battent le Brésil 93 à 79 en demi-finale puis la Russie 71 à 65 lors de l'ultime rencontre.

### Les années 2000
USA Basketball, qui représente le basket-ball américain au sein de la FIBA, décide de renouveler l'expérience des Jeux d'Atlanta pour l'édition de Sydney en 2000. Une préparation commencée en septembre qui s'achève une première fois en mars pour faire place à la WNBA puis reprend fin août pour aller jusqu'au début des Jeux voit les Américaines disputer quarante rencontres avec deux défaites seulement face aux Lady Vols du Tennessee et contre le Brésil. Elles remportent l'ensemble des rencontres du premier tour, puis se qualifient pour la finale après deux victoires face à la Slovaquie puis la Corée du Sud pour affronter la seule autre équipe invaincue, l'Australie qui s'appuie sur une jeune joueuse qui commencera la saison suivante en WNBA, Lauren Jackson. Menant 43 à 30 à la mi-temps, les Américaines s'imposent finalement sur le score de 76 à 54. Teresa Edwards remporte sa cinquième médaille, quatre en or et une bronze, devenant le sportif le plus médaillé de l'histoire des Jeux olympiques en basket-ball. La meilleure marqueuse du tournoi est Lisa Leslie (15,8 points), Yolanda Griffith mène aux rebonds (8,8) et Dawn Staley aux passes décisives (3,6) .
Pour le mondial 2002, le sélectionneur Van Chancellor continue de s'appuyer sur une équipe expérimentée, Dawn Staley, Sheryl Swoopes, Lisa Leslie, présentes depuis le mondial 1994, Katie Smith, DeLisha Milton-Jones depuis le mondial 1998, et d'intégrer de nouvelles joueuses Sue Bird ou Tamika Catchings. Cette équipe bénéficie encore de l'apport offensif de Lisa Leslie, désignée meilleure joueuse de la compétition, et Sheryl Swoopes, respectivement 17,2 et 16,9 points de moyenne. Après un début de compétition aisé, les Américaines battent l'Espagne de 39 points, puis l'Australie de 15 points pour affronter en finale la Russie, déjà rencontrée en début de compétition. Celle-ci, menée de dix points à dix minutes de la fin, reviennent à moins un à 3 minutes 28. Les Américaines parviennent finalement à s'imposer sur le score de 79 à 74.
La préparation de l'équipe américaine pour conserver son titre olympique est plus courte en 2004 : elle dispute seize rencontres, seize victoires, d'abord de fin février à mi avril, puis en début août. Elle intègre également une nouvelle joueuse talentueuse, Diana Taurasi, qui inscrit 8,5 points et capte 3,0 rebonds pour sa première compétition internationale. Les Américaines dominent de nouveau le premier tour, puis s'imposent en quart de finale face à la Grèce puis de manière plus difficile, quatre points d'écart, la Russie pour affronter en finale l'Australie comme lors de l'édition précédente. La sélection remporte son troisième titre consécutif en s'imposant sur le score de 74 à 67. La meilleure marqueuse du tournoi est Lisa Leslie (15,6 points), mène également aux rebonds (8,0) et Dawn Staley aux passes décisives (2,9).
La sélection américaine continue sa politique d'intégrer de jeunes joueuses prometteuses au sein de son effectif. Pour le championnat du monde 2006, c'est la joueuse des Lady Vols Candace Parker qui rejoint le groupe, devenant, avec vingt ans, la plus jeune depuis 1994 et Kara Wolters à intégrer la sélection américaine. Bien que privée de Lisa Leslie, Dawn Staley pour différentes raisons, et avec une Sheryl Swoopes genée par des blessures, cette sélection est la principale favorite d'une compétition dont elle détient les deux derniers titres. Les deux premiers tours confirment ces pronostics avec une victoire au premier tour face à la Russie sur le score de 90 à 80. En quarts de finale, la sélection américaine s'impose nettement face à la Lituanie. En demi-finale, elle retrouve la Russie qui, avec un pourcentage de réussite de 46,5 %, profite du faible pourcentage des Américaines, 38,5 % contre 48,5 % avant cette rencontre. Les Russes s'imposent sur le score de 75 à 68, mettant ainsi un terme à une série de vingt-six victoires consécutives des Américaines en championnat du monde, et de cinquante-et-une victoire en combinant phases finales des mondiaux et des jeux olympiques. Avec 28 points de Taurasi et 15 de Tina Thompson, les Américaines s'imposent au pays hôte, le Brésil, sur le score de 99 à 59 pour remporter la médaille de bronze. C'est finalement l'Australie qui devient championne du monde en s'imposant 91 à 74 face aux Russes.

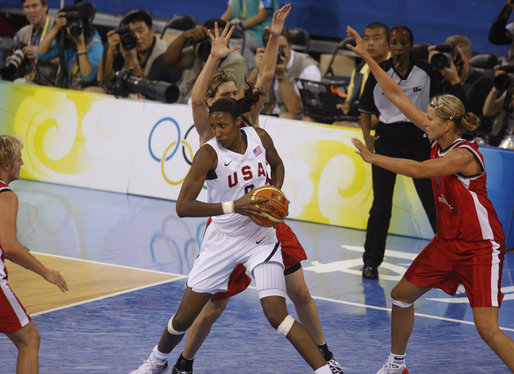
Lisa Leslie aux jeux de Pékin

En raison de sa troisième place au Brésil, la sélection américaine n'est pas directement qualifiée pour les jeux olympiques de Pékin pour la première fois depuis 1980. Cette qualification est obtenue grâce à cinq victoires en cinq rencontres, avec une moyenne de points marqués de 98 contre une moyenne de points encaissés de 57,4. C'est une équipe américaine revancharde qui se présente aux jeux de Pékin. Cette équipe est composée de sept joueuses qui possèdent déjà un titre olympique, trois pour Lisa Leslie, deux pour Katie Smith, les cinq autres joueuses étant Sue Bird, Tamika Catchings, DeLisha Milton-Jones, Diana Taurasi et Tina Thompson. Les cinq autres joueuses choisies pour représenter les couleurs américaines sont Kara Lawson, choisie en cinquième position de la draft WNBA 2003, Seimone Augustus, et Cappie Pondexter respectivement premier et deuxième choix de la draft 2006 et Candace Parker et Sylvia Fowles, les deux premières joueuses de la draft 2008. Selon Anne Donovan, la sélectionneuse américaine, son équipe est enfin complète : « Cette fois, nous avons ensemble toutes les pièces de notre équipe »,. Les Américaines remportent cinq victoires faciles au premier tour, l'écart le plus faible étant de 36 points. Lors de la phase finale, les Américaines s'imposent de 44 points face à la Corée du Sud, puis prennent leur revanche sur les Russes en s'imposant 67 à 52. Pour la troisième fois consécutive, la finale olympique oppose les Américaines aux Australiennes. En réussissant un pourcentage de réussite de 63 %, et limitant les Australiennes à 22 %, les Américaines atteignent la mi-temps avec un avantage de 17 points, 47 à 30, puis s'imposent sur le score de 92 à 65, ce qui constitue la trente-troisième victoire consécutive lors d'un tournoi olympique. Lisa Leslie, 14 points lors de cette rencontre, rejoint Teresa Edwards avec quatre médailles d'or aux jeux. La meilleure marqueuse du tournoi est Sylvia Fowles (13,4 points), mène aussi aux rebonds (8,4) et Kara Lawson aux passes décisives (3,0).

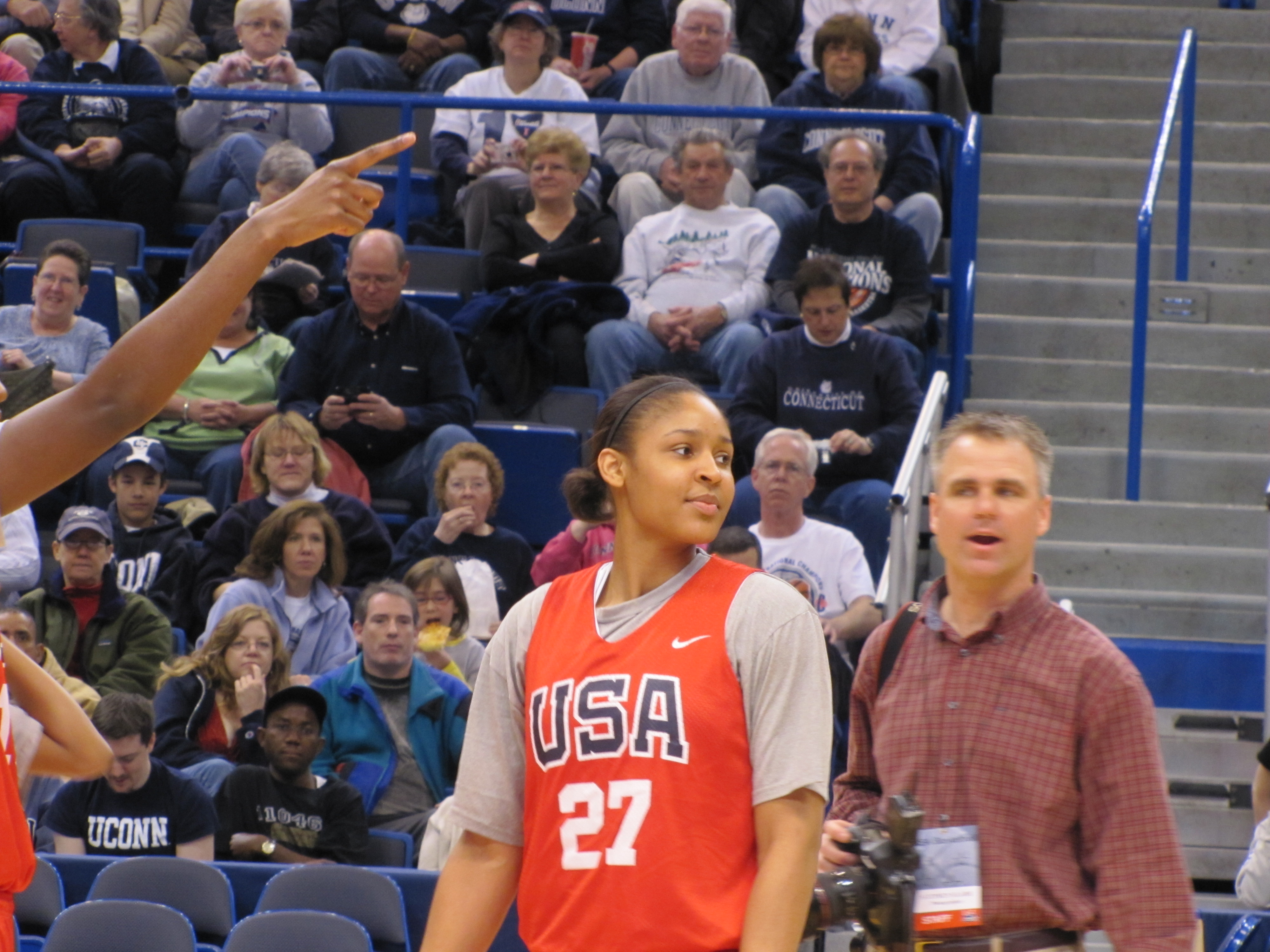
Maya Moore lors de la préparation du mondial 2010

Trois des joueuses battues lors du mondial 2006 sont encore présente lors de l'édition de 2010 disputée en République tchèque : Sue Bird, Diana Taurasi et Tamika Catchings. Lisa Leslie, qui a mis un terme à sa carrière, est remplacée par Tina Charles meilleure débutante de la WNBA en 2010. Une autre jeune joueuse intègre l'effectif américain, Maya Moore, encore universitaire avec les Huskies du Connecticut. La sélection américaine s'appuie sur une forte défense, aucune équipe ne parvient à inscrire plus de 75 points, et un jeu offensif efficace. Elle remporte les neuf rencontres de son tournoi avec un écart moyen de 35,1 points. Elle renoue avec le titre mondial en s'imposant finalement face à la République tchèque, hôte de la compétition, sur le score de 89 à 69.

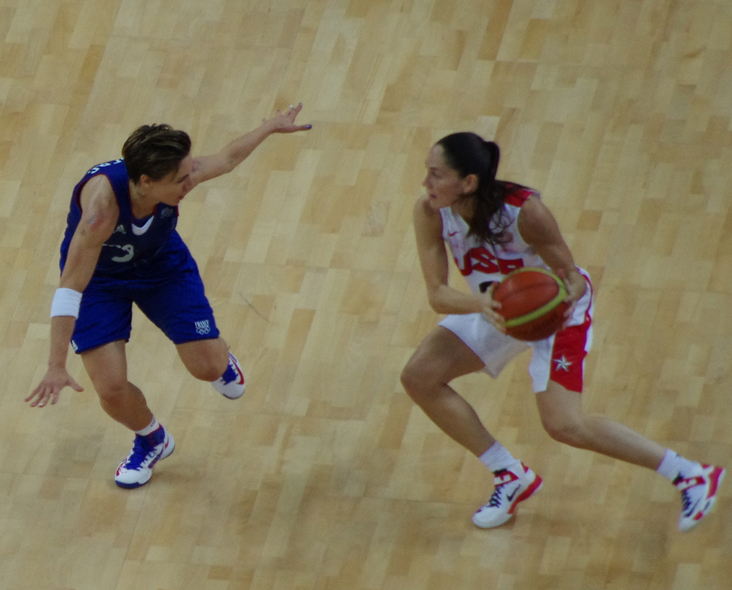
Sue Bird et Céline Dumerc en finale olympique 2012.

Geno Auriemma reconduit pratiquement à l'identique le groupe qui a reconquis le titre mondial lors des jeux olympiques de 212 disputés à Londres : seules Seimone Augustus et Candace Parker, titrées à Pekin, retrouvent une place dans l'équipe. Comme attendu, les Américaines dominent le premier tour, seule la République tchèque parvenant à rester sous les vingt points d'écart. En quart de finale, les Américaines s'imposent nettement face au Canada, 91 à 48. Les Françaises, en battant l'Australie en prolongation lors du premier tour mettent un terme à une série de trois finales consécutives aux Jeux olympiques entre les Américaines et les Opals. Cette rencontre entre les Américaines et les Australiennes est plus serrée que prévu et ces dernières, gênées par le jeu intérieur de Liz Cambage et Lauren Jackson et l'adresse des arrières, atteignent la mi-temps avec un retard de quatre points, 43 à 47. Plus agressives, et gênant les Australiennes par une défense en zone, les Américaines prennent l'avantage dans le troisième quart-temps, puis accentuent l'écart lors du dernier quart-temps pour s'imposer sur le score de 86 à 73. En finale, elles sont opposées à l'équipe française, seule autre sélection invaincue du tournoi. Après un premier quart-temps disputé, 13 à 11 après 6 minutes 15 de jeu pour les Françaises. les Américaines prennent l'avantage un fin de quart-temps, celui-ci se terminant sur le score de 20 à 15. Elles continuent leur pression défensive et accentuent l'écart lors des trois périodes suivantes, atteignant la mi-temps sur le score de 37 à 25 puis la fin du matche sur le score de 86 à 50. La sélection américaine remporte sa quarante-et-unième victoire consécutive lors d'un tournoi olympique, et un cinquième titre consécutif. Sur ce tournoi, elle inscrit 90,6 points de moyenne et l'emporte par un écart de 34,4 points. La meilleure marqueuse du tournoi est Diana Taurasi (12,4 points), Candace Parker mène aux rebonds (7,8) et Sue Bird aux passes décisives (4,5).
La présélection pour le championnat du monde 2014 est réduite à 13 après le tournoi de Paris avec les départs de Skylar Diggins, Stefanie Dolson et Kayla McBride puis à 12 avec celui de Jantel Lavender. La sélection compte donc quatre joueuses disputant leur première compétition internationale majeure : Brittney Griner, Nneka Ogwumike, Breanna Stewart et Odyssey Sims. Pour le troisième mondial consécutif, l'équipe américaine dispose dans son effectif d'une joueuse universitaire : après la joueuse des Volunteers du Tennessee Candace Parker en 2006, puis Maya Moore des Huskies du Connecticut en 2010, c'est Breanna Stewart, évoluant dans cette dernière université, qui est sélectionnée. Les Américaines l'emportent lors de leur première rencontre 121 à 56 face au Sénégal surpassant leur meilleure marque offensive établie en 1992 de 114 points. Les Américaines remportent une nouvelle médaille d'or en battant les Espagnoles 77 à 64 en finale malgré Sancho Lyttle (16 points, 11 rebonds) et Anna Cruz (11 points). Maya Moore (18 points) est élue MVP du tournoi.
Les Américaines alignent une équipe expérimentée pour défendre leur titre olympique lors des Jeux olympiques de 2016. Les trois co-capitaines Sue Bird, Tamika Catchings et Diana Taurasi, triple championne olympique, sont assistées de Seimone Augustus, Sylvia Fowles, Tina Charles, Angel McCoughtry, Maya Moore et Lindsay Whalen toutes détentrices d'au moins un titre. Elles sont accompagnées de Elena Delle Donne, Brittney Griner et Breanna Stewart. L'équipe des États-Unis décroche son huitième titre  en battant en finale l'Espagne.
Les Américaines remportent leur troisième championnat du monde consécutif, désormais nommé Coupe du monde, lors de l'édition 2018 en dominant les Australiennes 73 à 56 en finale.
Première entraineur afro-américain, homme et femme, à se voir une sélection américaine de basket-ball et troisième entraineure, après Pat Summitt et Anne Donovan, à postuler une médaille olympique en tant que joueuse et entraineure, Dawn Staley conduit, malgré deux défaites lors de la préparation, une sélection américaine qui reste invaincue lors du tournoi olympique, disputé en 2021 en raison de la pandémie de Covid-19, battant le Japon lors d'une 55e victoire consécutive dans une rencontre olympique,. Sue Bird et Diana Taurasi obtiennent leur cinquième médaille d'or olympique.

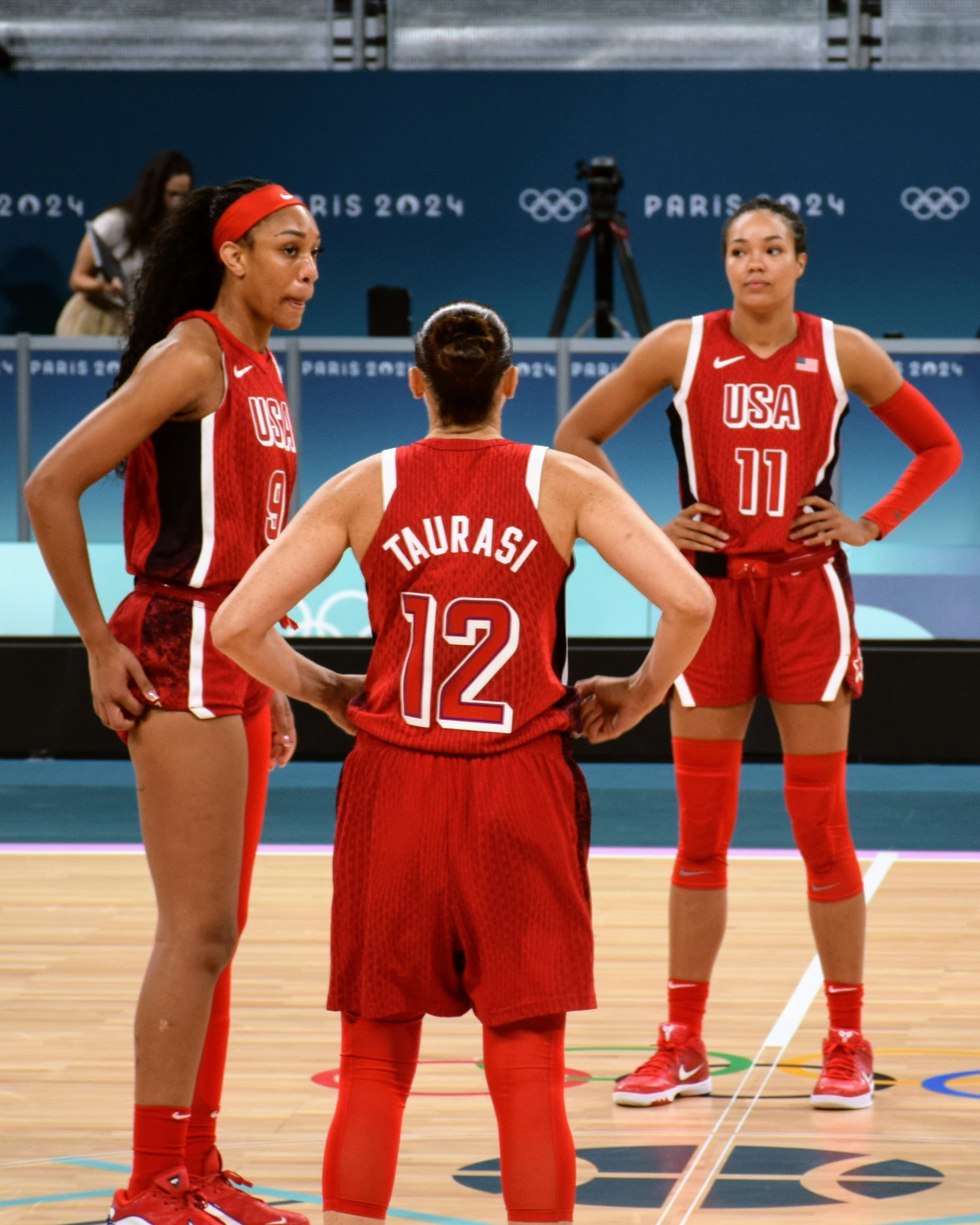
A'ja Wilson, Diana Taurasi et Napheesa Collier, championnes olympiques à Paris.

La sélection américaine désormais dirigée par Cheryl Reeve remporte la Coupe du monde qui se déroule en Australie. Avec une victoire 83 à 61 sur la Chine en finale, les Américaines remportent un quatrième titre mondial consécutif, bien emmenée par A’ja Wilson and Brenda Stewart.
La sélection américaine désormais dirigée par Cheryl Reeve remporte la Coupe du monde qui se déroule en Australie. Avec une victoire 83 à 61 sur la Chine en finale, les Américaines remportent un quatrième titre mondial consécutif, bien emmenée par A’ja Wilson and Brenda Stewart.
Les Américaines dominent la phase groupes du tournoi des  Jeux olympiques de 2024, puis le quart de finale face à au Nigeria et la demi-finale face à l'Australie. Alors qu'elles présentaient une moyenne 89 points depuis le début du tournoi, elles sont limitées à 25 points à la mi-temps. Elles s'appuient alors sur les 21 points, 13 rebonds, 4 contres d'A'ja Wilson pour remporter la victoire face à la France sur le score de 67 à 62 huitième titre olympique d'affilée.

## Résultats

### Palmarès
| Compétitions mondiales | Compétitions continentales |
| --- | --- |
| - Jeux olympiques (10) - Vainqueur en 1984, 1988, 1996, 2000, 2004, 2008, 2012, 2016, 2020 et 2024 - Finaliste en 1976 - Troisième en 1992 - Coupe du monde (11) - Vainqueur en 1953, 1957, 1979, 1986, 1990, 1998, 2002, 2010, 2014, 2018 et 2022 - Finaliste en 1983 - Troisième en 1994 et 2006 | - Coupe des Amériques (5) - Vainqueur en 1993, 2007, 2019, 2021 et 2025 - Finaliste en 1997 et 2023 - Jeux panaméricains (7) - Vainqueur en 1955, 1959, 1963, 1975, 1983, 1987 et 2007 - Finaliste en 1967, 1971, 1979, 2003, 2015 et 2019 - Troisième en 1991 et 1999 |

### Parcours en compétitions internationales

#### Jeux olympiques
| Année | Position  |      | Année     | Position |           | Année | Position |
| 1976  | Finaliste | 1996 | Vainqueur | 2016     | Vainqueur |       |          |
| 1980  | Boycott   | 2000 | Vainqueur | 2020     | Vainqueur |       |          |
| 1984  | Vainqueur | 2004 | Vainqueur | 2024     | Vainqueur |       |          |
| 1988  | Vainqueur | 2008 | Vainqueur | 2028     | -         |       |          |
| 1992  | Troisième | 2012 | Vainqueur | 2032     | -         |       |          |

#### Coupe du monde
| Année | Position  |      | Année     | Position |           | Année | Position |
| 1953  | Vainqueur | 1979 | Vainqueur | 2006     | Troisième |       |          |
| 1957  | Vainqueur | 1983 | Finaliste | 2010     | Vainqueur |       |          |
| 1959  | Boycott   | 1986 | Vainqueur | 2014     | Vainqueur |       |          |
| 1964  | 4e        | 1990 | Vainqueur | 2018     | Vainqueur |       |          |
| 1967  | 11e       | 1994 | Troisième | 2022     | Vainqueur |       |          |
| 1971  | 8e        | 1998 | Vainqueur | 2026     | -         |       |          |
| 1975  | 8e        | 2002 | Vainqueur | 2030     | -         |       |          |

#### Coupe des Amériques
| Année | Position    |      | Année       | Position     |           | Année | Position |
| 1989  | 4e          | 2005 | Non inscrit | 2019         | Vainqueur |       |          |
| 1993  | Vainqueur   | 2007 | Vainqueur   | 2021         | Vainqueur |       |          |
| 1995  | Non inscrit | 2009 | Non inscrit | 2023         | Finaliste |       |          |
| 1997  | Finaliste   | 2011 | Non inscrit | 2025         | Vainqueur |       |          |
| 1999  | Non inscrit | 2013 | Non inscrit | Pays inconnu | -         |       |          |
| 2001  | Non inscrit | 2015 | Non inscrit | Pays inconnu | -         |       |          |
| 2003  | Non inscrit | 2017 | Non inscrit | Pays inconnu | -         |       |          |

## Personnalités emblématiques

### Joueuses célèbres

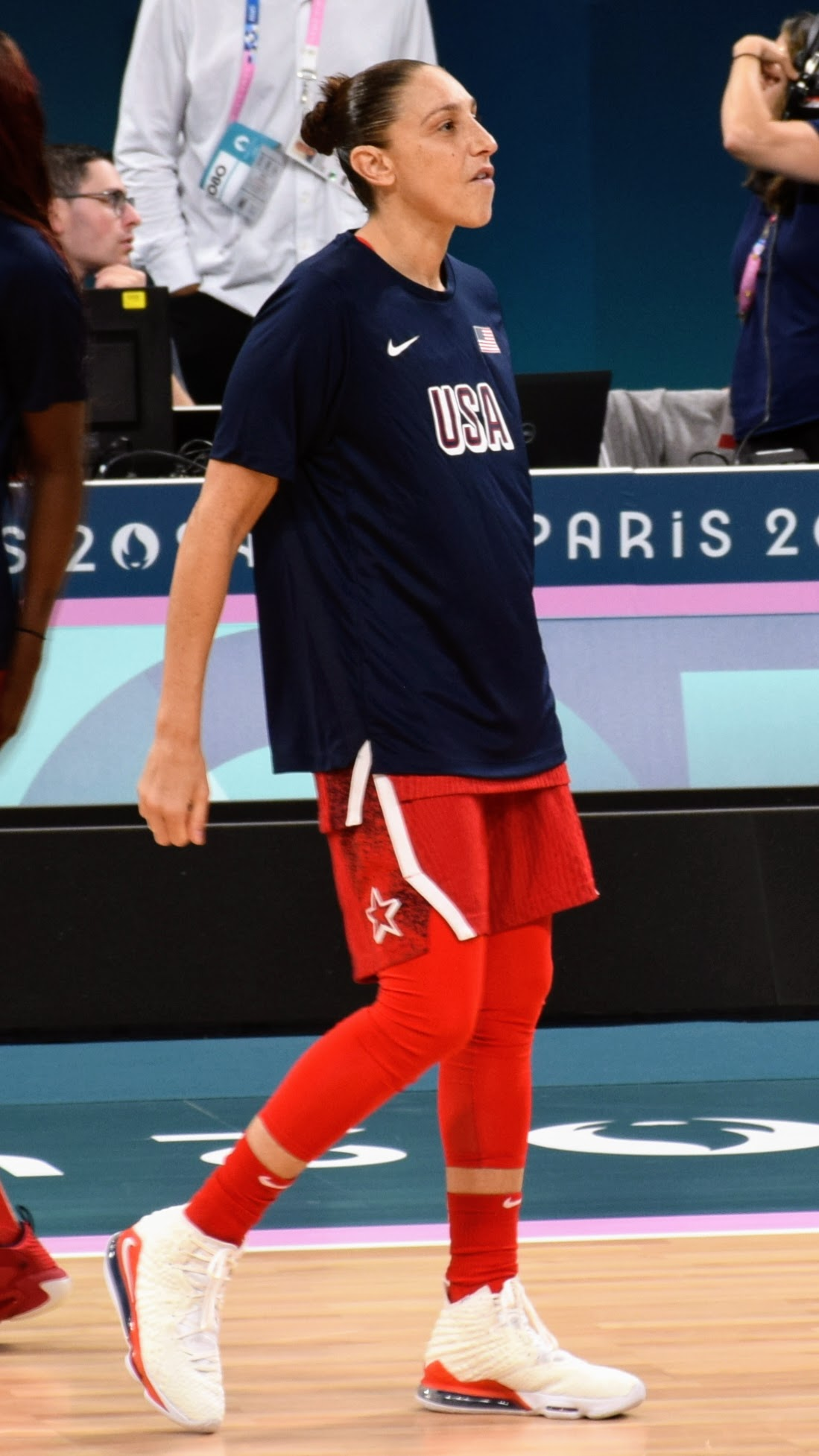
Diana Taurasi

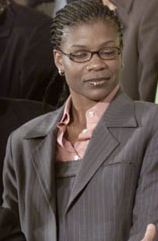
Sheryl Swoopes

Lors de l'édition des Jeux olympiques d'été de 2024, Diana Taurasi devient la première à remporter six médailles d'or aux Jeux olympiques en basket-ball, de 2004 à Athènes à 2024 à Paris. Elle partage cinq titres avec Sue Bird, de 2004 à édition de 2020 (disputée en 2021 en raison de la Covid-19). Suivent ensuite Teresa Edwards et Lisa Leslie, deux joueuses qui possèdent quatre médailles d'or, Edwards possédant en plus une médaille de bronze obtenue en 1992. Avant Taurasi et Bird, ces deux joueuses, qui ont évolué ensemble lors des éditions de 1996 et 2000 étaient les deux joueuses ayant disputés le plus de matches dans un tournoi olympique avec 32. Après l'édition de 2020, Taurasi compte 38 rencontres disputées contre 36 pour Bird. Elles sont suivies par deux joueuses, Dawn Staley et Sheryl Swoopes qui totalisent  24 matches sur les éditions de 1996 à 2004. Ces joueuses se retrouvent ainsi parmi les meilleures marqueuses de l'histoire américaine aux jeux : Lisa Leslie domine ce classement avec  488 points, devant Swoopes, 274 et Edwards 265. Après les Jeux de 2020, Taurasi compte 414 points. Pour la statistique du rebond, c'est de nouveau Lisa Leslie qui domine avec 241 devant Katrina McClain avec 166, Yolanda Griffith 123. Le classement des passes est dominé par Teresa Edwards avec 143, devant  Bird 124, Staley 80 et Swoopes 68. Edwards est également en tête du classement des interceptrices avec 59 devant Katrina McClain, 41, et Sheryl Swoopes, 39,. Lisa Leslie domine également la statistique du contre avec 36 devant Anne Donovan et Katrina McClain deuxièmes avec 13,.
Pour les records individuels sur une rencontre, Lisa Leslie détient le record de points avec 35 réalisés en 1996 contre le Japon, devant les 29 points de Sheryl Swoopes contre la Corée du Sud en 2000. Leslie détient la troisième performance avec 29 en 1996, devant Medina Dixon avec 28 en 1992 et Tina Thompson, 27 en 2008. Katrina McClain détient les deux meilleures performances dans la statistique du rebond avec 16, réalisés contre le Japon en 1996 et l'Équipe Unifiée en 1992. Teresa Edwards possède le plus grand nombre de passes décisives sur une rencontre avec 15 face à l'Australie en 1996. Le record du nombre de contres est de 3, performance réalisée par plusieurs joueuses. Pour les interceptions, la meilleure performance est détenue par Suzie McConnell avec 9 contre l'Équipe Unifiée en 1992.

Candace Parker en finale NCAA 2008.

Trois joueuses détiennent le record du nombre de matches disputés avec l'équipe américaine en championnat du monde avec 27 : il s'agit de Tamika Catchings lors des éditions de 2002, 2006 et 2010, DeLisha Milton-Jones en 1998, 2002 et 2006 et Katie Smith lors de ces trois mêmes éditions. Elles devancent Lisa Leslie et Sheryl Swoopes qui totalisent 26 rencontres, de 1994 à 2002 pour Leslie et en 1994, 2002 et 2006 pour Swoopes. Lisa Leslie totalise le plus grand nombre de points avec 393 devant Teresa Edwards, 371, Katrina McClain, 310, Cheryl Miller, 267 et Sheryl Swoopes 252. Leslie domine également le nombre de rebonds avec 190 devant Katrina McClain, 180, Tamika Catchings, 138, Natalie Williams, 123 et Anne Donovan, 115. Dawn Staley, avec 103 passes, domine cette catégorie devant Teresa Edwards qui en totalise	75, Sue Bird, troisième avec 70, Diana Taurasi, 43 et Sheryl Swoopes, 41. Le classement des contres est mené par Katrina McClain avec 26, devant Lisa Leslie, 17, Candace Parker, 14, Kara Wolters, 11 et deux joueuses avec 10, DeLisha Milton-Jones et Natalie Williams. Cheryl Miller est la meilleure interceptrice américaine avec 53 devant Tamika Catchings, 52, Lynette Woodard, Teresa Edwards, 46, Lisa Leslie, et Sheryl Swoopes 37.
Sur une rencontre, Teresa Edwards réalise les deux meilleures performances avec 32, contre le Canada et Cuba en 1990, Katrina McClain, 29 contre le Brésil en 1994, Diana Taurasi et Denise Curry avec 28 respectivement contre le Brésil en 2006 et contre la Chine en 1983. La meilleure performance au rebond sur un match est l'œuvre de Katrina McClain avec 19 contre le Brésil en 1994,, Dawn Staley et Teresa Edwards possédant la meilleure performance à la passe avec 12,, contre la Russie en 1998 pour Staley et la Chine en 1986 pour Edwards. Sonja Henning est la meilleure sur un match pour le contre avec 5 contre la Corée du Sud en 1990 et Cheryl Miller détient la meilleure performance au niveau des interceptions avec 7 en 1986 contre la Hongrie,.

### Entraîneurs célèbres
Les sélectionneurs de l'équipe américaine sont issus du monde universitaire. Billie Jean Moore est la première à diriger une sélection américaine, lors des jeux de Montréal en 1976. Lors des jeux de Moscou, Sue Gunter devaient diriger l'équipe mais celle-ci doit finalement renoncer à sa participation en raison du boycott américain. Pat Summitt, désignée assistante en 1980, est l'entraîneur qui obtient le premier titre olympique lors de l'édition de 1984 à Los Angeles. Kay Yow en 1988, Theresa Grentz en 1992 lui succède à ce poste. Tara VanDerveer, entraîneur des Cardinal de Stanford occupe le poste de 1993 jusqu'aux jeux de 1996 à Atlanta. Elle profite sur l'année 1995 et jusqu'au tournoi olympique d'un effectif entièrement voué à la reconquête du titre olympique après le bronze de Barcelone. Nell Fortner lui succède en 2000. Van Chancellor, après une carrière à la tête des Rebels d'Ole Miss devient le premier entraîneur de la WNBA à être désigné pour occuper le poste lors d'un tournoi olympique, lors de l'édition de 2004. Anne Donovan, dont l'essentiel de sa carrière d'entraîneur a lieu en WNBA, conduit ses joueuses à un quatrième titre olympique lors des jeux de Pékin. Pour l'édition de 2012 à Londres, c'est de nouveau un entraîneur universitaire, Geno Auriemma, entraîneur des Huskies du Connecticut, qui se voit désigner sélectionneur. Reconduit pour l'édition de 2016 à Rio, avec un nouveau titre, une ancienne championne olympique Dawn Staley lui succède en mars 2017. Avec sa victoire aux Jeux de 2020 à Tokyo, elle rejoint Anne Donovan comme vainqueure de la médaille d'or en tant que joueuse et entraîneure.
Ces nominations au poste d'entraînement font souvent suite à un poste d'assistant au sein d'une équipe participant à une compétition olympique : Sue Gunter est assistante en 1976, Pat Head devait l'être en 1980, Kay Yow fait partie de l'équipe technique de dette dernière en 1984. Anne Donovan est assistante lors de l'édition de 2004. Geno Auriemma est l'adjoint de Nell Fortner lors des jeux de 2000. Dawn Staley est assistante de celui-ci puis Cheryl Reeve succède à cette dernière après l'avoir secondée en 2020. La plupart de ces entraîneurs dirigent l'équipe américaine lors de l'édition des championnats du monde précédant les jeux. Pat Summitt, alors appelée Pat Head, dirige à deux reprises une sélection américaine lors d'un mondial, en 1979 et 1983. Les deux autres entraîneurs dirigeant à deux reprises l'équipe américaine dans un championnat du monde sont Alberta Cox, en 1967 et 1971, et John Head en 1953 et 1957.

### Les sélections olympiques
| Édition | Joueuses | Encadrement                                                                                  |
| ------- | --- | -------------------------------------------------------------------------------------------- |
| 1976    | Cindy Brogdon, Susan Rojcewicz, Ann Meyers, Lusia Harris, Nancy Dunkle, Charlotte Lewis, Nancy Lieberman, Gail Marquis, Patricia Roberts, Mary Anne O'Connor, Pat Head, Juliene Simpson                  | Entraîneuse : Billie Moore Assistante : Sue Gunter                                           |
| 1984    | Teresa Edwards, Lea Henry, Lynette Woodard, Anne Donovan, Cathy Boswell, Cheryl Miller, Janice Lawrence, Cindy Noble, Kim Mulkey, Denise Curry, Pamela McGee, Carol Menken-Schaudt                       | Entraîneuse : Pat Head Assistantes : Nancy Darsch, Kay Yow                                   |
| 1988    | Teresa Edwards, Kamie Ethridge, Cindy Brown, Anne Donovan, Teresa Weatherspoon, Bridgette Gordon, Vicky Bullett, Andrea Lloyd, Katrina McClain, Jennifer Gillom, Cynthia Cooper, Suzie McConnell Serio   | Entraîneuse : Kay Yow Assistantes : Sylvia Hatchell, Susan Yow                               |
| 1992    | Teresa Edwards, Daedra Charles, Clarissa Davis, Teresa Weatherspoon, Tammy Jackson, Vickie Orr, Vicky Bullett, Carolyn Jones-Young, Katrina McClain, Medina Dixon, Cynthia Cooper, Suzie McConnell Serio | Entraîneuse : Theresa Grentz Assistants : Lin Dunn, Jim Foster, Linda Hargrove               |
| 1996    | Teresa Edwards, Dawn Staley, Ruthie Bolton, Sheryl Swoopes, Jennifer Azzi, Lisa Leslie, Carla McGhee, Katy Steding, Katrina McClain, Rebecca Lobo, Venus Lacy, Nikki McCray                              | Entraîneuse : Tara VanDerveer Assistantes : Ceal Barry, Nancy Darsch, Marian Washington      |
| 2000    | Teresa Edwards, Dawn Staley, Ruthie Bolton, Sheryl Swoopes, DeLisha Milton-Jones, Lisa Leslie, Chamique Holdsclaw, Kara Wolters, Natalie Williams, Yolanda Griffith, Katie Smith, Nikki McCray           | Entraîneuse : Nell Fortner Assistants : Geno Auriemma, Peggie Gillom, Julie Plank            |
| 2004    | Shannon Johnson, Dawn Staley, Sue Bird, Sheryl Swoopes, Ruth Riley, Lisa Leslie, Tamika Catchings, Tina Thompson, Diana Taurasi, Yolanda Griffith, Katie Smith, Swin Cash                                | Entraîneur : Van Chancellor Assistantes : Anne Donovan, Gail Goestenkors, C. Vivian Stringer |
| 2008    | Cappie Pondexter, Seimone Augustus, Sue Bird, Kara Lawson, DeLisha Milton-Jones, Lisa Leslie, Tamika Catchings, Tina Thompson, Diana Taurasi, Sylvia Fowles, Katie Smith, Candace Parker                 | Entraîneuse : Anne Donovan Assistants : Gail Goestenkors, Dawn Staley, Mike Thibault         |
| 2012    | Lindsay Whalen, Seimone Augustus, Sue Bird, Maya Moore, Angel McCoughtry, Asjha Jones, Tamika Catchings, Swin Cash, Diana Taurasi, Sylvia Fowles, Tina Charles, Candace Parker                           | Entraîneur : Geno Auriemma Assistants : Doug Bruno, Jennifer Gillom, Marynell Meadors        |
| 2016    | Lindsay Whalen, Seimone Augustus, Sue Bird, Maya Moore, Angel McCoughtry, Brittney Griner, Tamika Catchings, Breanna Stewart, Diana Taurasi, Sylvia Fowles, Tina Charles, Elena Delle Donne              | Entraîneur : Geno Auriemma Assistants : Doug Bruno, Cheryl Reeve, Dawn Staley                |
| 2020    | Sue Bird, Brittney Griner, Breanna Stewart, Diana Taurasi, Sylvia Fowles, Tina Charles, Skylar Diggins-Smith, Jewell Loyd, Ariel Atkins, Napheesa Collier, Chelsea Gray, A'ja Wilson                     | Entraîneuse : Dawn Staley Assistants : Dan Hughes, Cheryl Reeve, Jennifer Rizzotti           |
| 2024    | Jewell Loyd, Kelsey Plum, Sabrina Ionescu, Kahleah Copper, Chelsea Gray, A'ja Wilson, Breanna Stewart, Napheesa Collier, Diana Taurasi, Jackie Young, Alyssa Thomas, Brittney Griner                     | Entraîneuse : Cheryl Reeve Assistants : , Kara Lawson, Joni Taylor (en), et Mike Thibaut     |